# Fine partita
Fine partita  (The Falls è un romanzo di Ian Rankin del 2001. È il dodicesimo romanzo della serie dedicata al commissario John Rebus.
Tradotto in tredici lingue, in lingua italiana è apparso nel 2004.

## Trama
Philippa detta Flip, figlia di un'agiata famiglia di Edimburgo, scompare misteriosamente.
L'indagine non decolla fino a quando il ritrovamento di una bara con una bambola intagliata ed un inquietante gioco a quiz su Internet permettono a John Rebus ed alla sua squadra di capire il legame che unisce la scomparsa di Flip a delitti passati.

## Edizioni in italiano
- Ian Rankin, Fine partita: romanzo, traduzione di Anna Rusconi, Longanesi, Milano 2004
- Ian Rankin, Fine partita: romanzo, traduzione di Anna Rusconi, TEA, Milano 2006
- Ian Rankin, Fine partita: un'indagine dell'ispettore Rebus: romanzo, traduzione di Anna Rusconi, Tea, Milano 2015

## Serie televisiva
Il libro occupa, con il titolo The Falls, il primo episodio della seconda stagione della serie televisiva Rebus, andato in onda il 2 gennaio 2006.